# البروتستانتية في المغرب

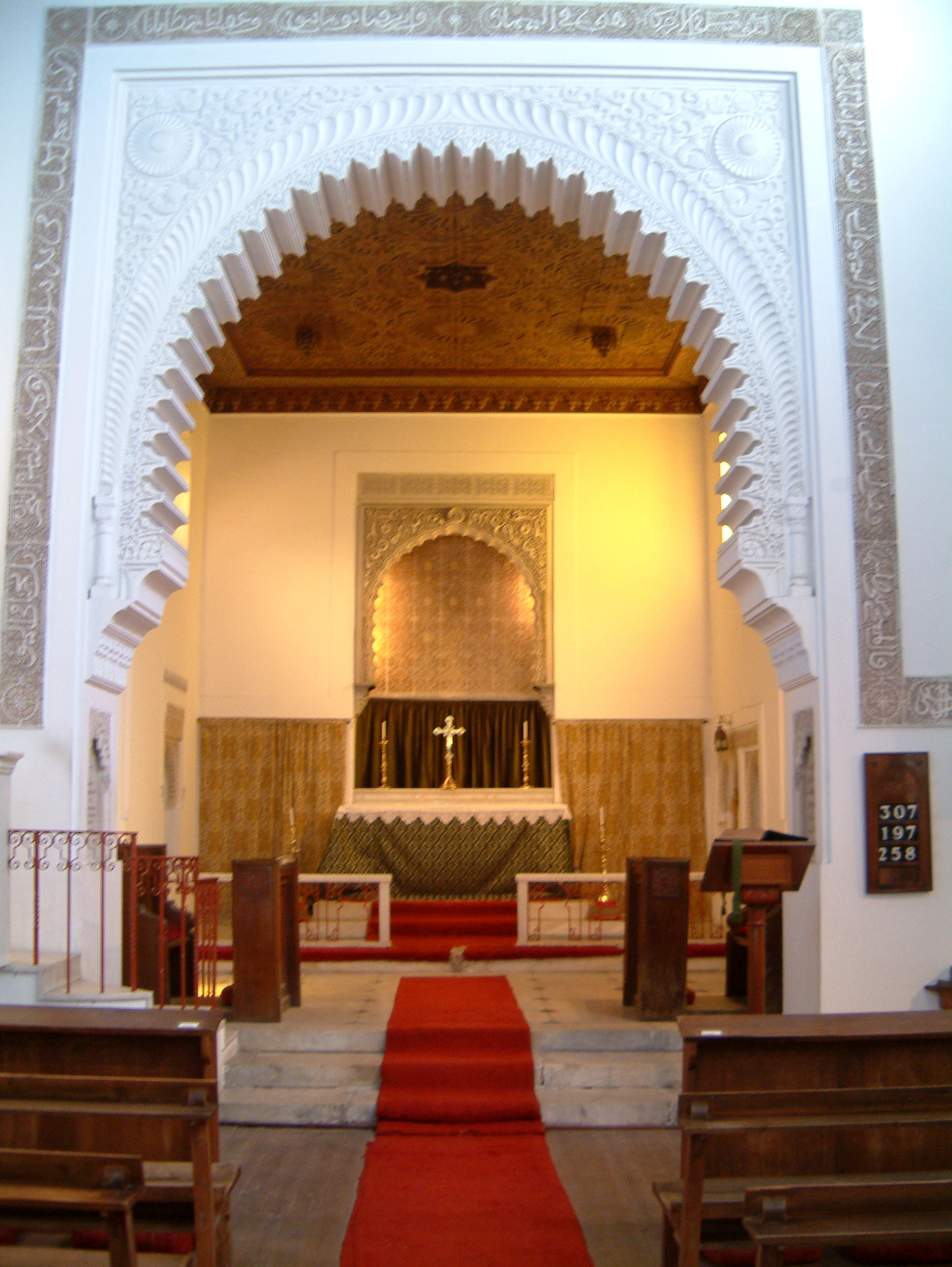
كنيسة القديس أندرو الإنجليكانيّة في طنجة: تستوحي الكنيسة عناصرها المعمارية والزخرفية من الطراز العربي الإسلامي.

أكبر طائفة بروتستانتية في المغرب هي الكنيسة الإنجيلية في المغرب (بالفرنسيّة: Eglise Evangélique au Maroc)، والتي لديها صلات مع الكنيسة الإصلاحية في فرنسا.
يوم 27 مارس عام 2010، ذكرت مجلة تيل كيل المغربية أن الآلاف من المغاربة قد اعتنقوا المسيحية. لافتة إلى عدم وجود بيانات رسمية، مؤسسة خدمة دي برس الأرضية، استشهدت من خلال مصادر أن حوالي 5,000 مغربي أصبحوا مسيحيين بين عامي 2005 و 2010. وفقًا لتقديرات مختلفة، هناك حوالي 25,000-45,000 مسلم مغربي اعتنق الديانة المسيحية في السنوات الأخيرة. وتشير مراجع أخرى إلى وجود 150,000 مغربي تحول إلى الديانة المسيحية.
هذه قائمة من الطوائف البروتستانتية في المغرب.
- تجمعات الرب (بالفرنسيّة: Assemblées de Dieu)
- المعمدانيين (بالفرنسيّة: Baptist Convention)
- كنيسة إيمانوويل (بالفرنسيّة: Église Emmanuele)
- كنيسة الاتحاد الإنجيلي في المغرب (بالفرنسيّة: Église Évangélique au Maroc)
- الأُخُوة الواسعة (بالفرنسيّة: Frères Larges)
- البعثة المسيحية للدول العربية (بالفرنسيّة: Mission du Monde Arabe)
- الكنيسة السبتية (بالفرنسيّة: Seventh-day Adventist Church)
- الاتحاد البعثات الإنجيلية (بالفرنسيّة: Union Évangélique Missionaire)

## المصدر
- موسوعه العالم المسيحي ، طبعة عام 2001 ، المجلد 1 ، ص 512